# Фэтти и Мейбл дрейфуют
Фэтти и Мейбл дрейфуют (англ. Fatty and Mabel Adrift) — американская короткометражная кинокомедия Роско Арбакла 1916 года.

## Сюжет
Фэтти — сельский парень, женится на своей возлюбленной, Мейбл. У них начинается медовый месяц с собакой Фэтти Люком, в коттедже на берегу моря. Во время прилива Эл Ст. Джон (соперник Фэтти) и его сообщники переставили коттедж на реку. Фэтти и Мейбл, проснувшись на следующее утро, увидели себя в окружении воды в их спальне, а дом плывущим по течению.

## В ролях
- Роско 'Толстяк' Арбакл — Фэтти
- Мэйбл Норманд — Мейбл
- Эл Сент-Джон — соперник Фэтти
- Фрэнк Хейз — отец Мейбл
- Мэй Уэллс — мама Мейбл
- Вейленд Траск — главный преступник
- Глен Кавендер — риэлтор
- Джо Бордо — грабитель
- Джимми Брайант — грабитель
- дог Люк — Люк